# 托里尼
托里尼（法語：Thorigny，法語發音：[tɔʁiɲi]）是法国卢瓦尔河地区大区旺代省的一个市镇，位于该省中部，属于永河畔拉罗什区。

## 地理
托里尼（46°36'43"N, 1°14'23"W）面积32.15 平方千米，位于法国卢瓦尔河地区大区旺代省，该省份为法国西部沿海省份，北起大西洋卢瓦尔省和曼恩-卢瓦尔省，西临大西洋，南至滨海夏朗德省，东部及东南部与德塞夫勒省接壤。
与托里尼接壤的市镇（或旧市镇、城区）包括：布尔讷佐、拉谢兹勒维孔特、吉贝尔堡、富日雷、莱皮诺、里沃德利永。

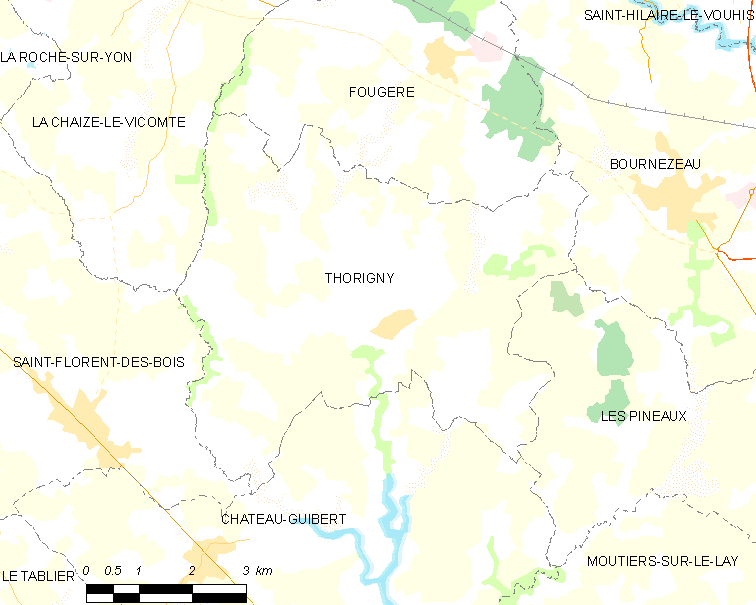
托里尼的OSM定位图

托里尼的时区为UTC+01:00、UTC+02:00（夏令时）。

## 行政
托里尼的邮政编码为85480，INSEE市镇编码为85291。

## 政治
托里尼所属的省级选区为尚托奈县。

## 人口

1962-2008年间托里尼人口变化图示

托里尼于2022年1月1日时的人口数量为1255人。